# Area metropolitana di Columbia (Carolina del Sud)

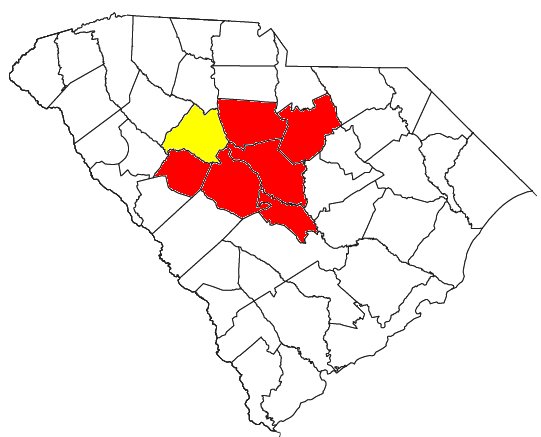
Localizzazione dell'area metropolitana:
Area metropolitana di Columbia
Area statistica di Newberry

     Area metropolitana di Columbia
     Area statistica di Newberry
L'area metropolitana di Columbia è un'area metropolitana degli Stati Uniti d'America che comprende la città di Columbia nello Stato della Carolina del Sud e diverse aree limitrofe.
L'area metropolitana di Columbia ha una popolazione di 784.745 (stima 2013). È la seconda area metropolitana della Carolina del Sud e la settantaduesima degli Stati Uniti. L'area metropolitana, come definito dall'Ufficio per la gestione e il bilancio, si compone di sei contee, tutte nella Carolina del Sud. Oltre alle città principali, le contee consistono principalmente di piccole aree urbane con una popolazione di circa 3000-5000 abitanti, e di comunità rurali, la maggior parte delle quali hanno una popolazione inferiori ai 1 000 abitanti.

## Contee
- Contea di Calhoun
- Contea di Fairfield
- Contea di Kershaw
- Contea di Lexington
- Contea di Richland
- Contea di Saluda

## Città principali
- Columbia (133 358 abitanti)
- St. Andrews (20 493 abitanti)
- Lexington (17 870 abitanti)
- Cayce (12 528 abitanti)

## Demografia
Al censimento del 2000, risultarono 647,158 abitanti, 245,347 nuclei familiari e 167,105 famiglie residenti nell'area metropolitana. La composizione etnica dell'area è 63.41% bianchi, 32.92% neri o afroamericani, 0.27% nativi americani, 1.24% asiatici, 0.06% isolani del Pacifico, 1.01% di altre razze e 2.41% ispanici e latino-americani. Per ogni 100 donne ci sono 92,8 maschi. Per ogni 100 donne sopra i 18 anni, ci sono 90,0 maschi.
Il reddito medio di un nucleo familiare è di $37,051 mentre per le famiglie è di $44,051. Gli uomini hanno un reddito medio di $32,119 contro $23,312 delle donne. Il reddito pro capite dell'area è di $17,394.
| Area metropolitana di Columbia Popolazione |                 |
| 1990                                       | 592.174         |
| 2000                                       | 647.158         |
| 2010                                       | 767.598         |
| 2012                                       | 784.745 (stima) |